# Sunandha Kumariratana
Sunandha Kumariratana (em tailandês:   สุนันทากุมารีรัตน์; rtgs: Sunantha Kumarirat), (Bangkok, 10 de novembro de 1860 – 31 de maio de 1880) foi a rainha consorte de Sião, a atual Tailândia. 
Era filha do rei Mongkut (Rama IV) e da princesa consorte Piam, meia-irmã e primeira esposa do Rei Chulalongkorn (Rama V).

## Morte
A rainha Sunandha viajava de barco em direção ao seu palácio de verão, na companhia de sua pequena filha e grávida de seu segundo herdeiro, quando uma forte corrente acabou virando sua embarcação. Muitas testemunhas nas margens do rio viram a rainha pedindo socorro, porém ninguém teve coragem de ajudar a família real por conta de uma lei antiga que dizia que nenhuma pessoa comum tinha permissão para tocar um membro da família real, mesmo que fosse uma situação de risco, sob pena de morte.
A lei é fruto de uma superstição antiga e de origem desconhecida, mas havia também o medo de que ao salvar uma vítima de afogamento, o rio cobraria o preço pelo salvamento, levando a vida de alguém. O medo era de salvar a rainha e depois morrer por vingança do rio. Desta forma, a rainha Sunandha morreu em 31 de maio de 1880, aos 19 anos, com sua filha e grávida do herdeiro do trono.[carece de fontes?]
Desolado com a perda de sua esposa, sua filha e seu futuro filho, o rei Rama ergueu um monumento em homenagem a eles na cidade de Bangkok, além de anular imediatamente a lei que acabou matando sua família.